# 赤血球凝集試験

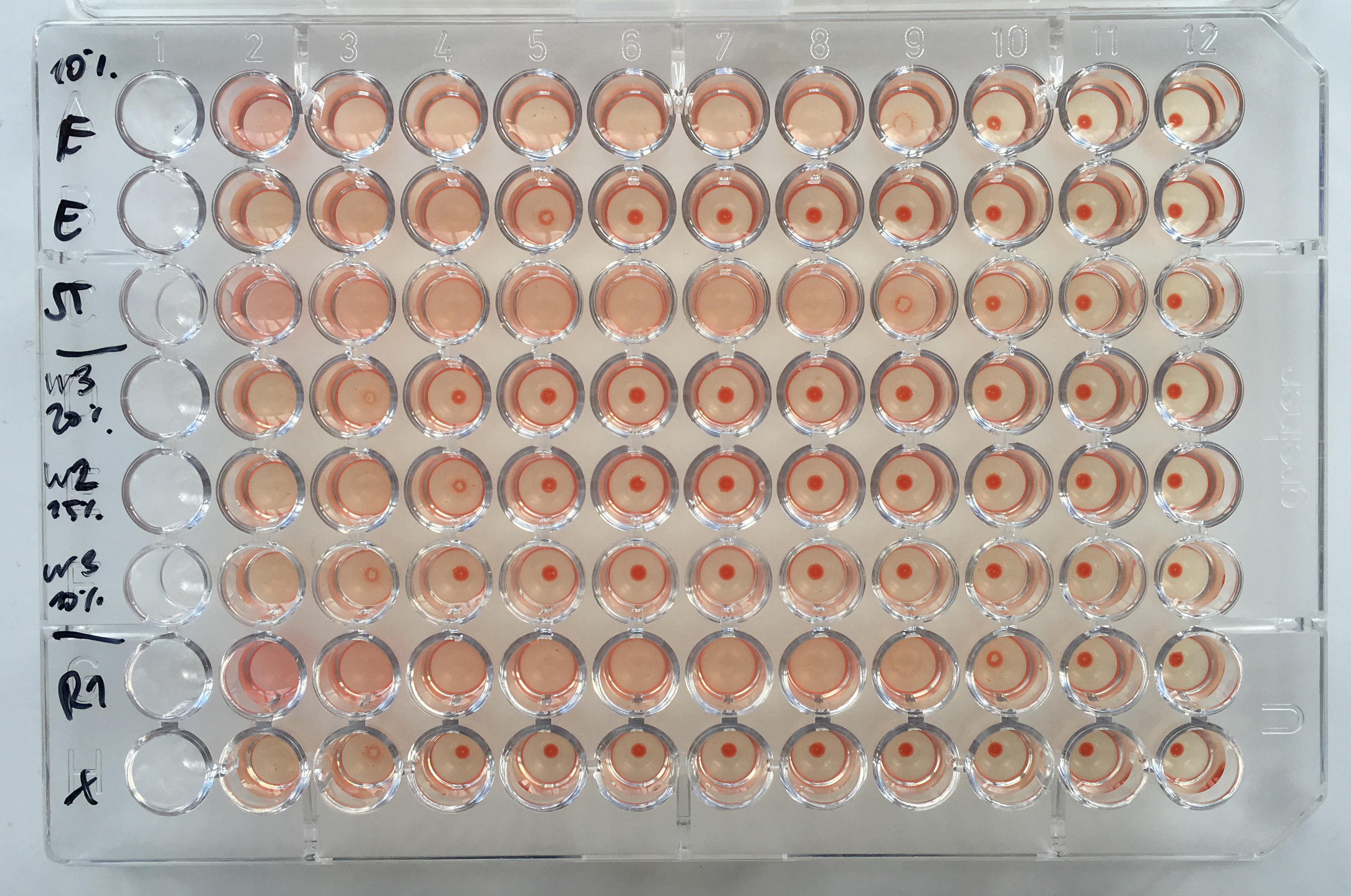
左から右に希釈したさまざまなインフルエンザサンプルの赤血球凝集アッセイ。

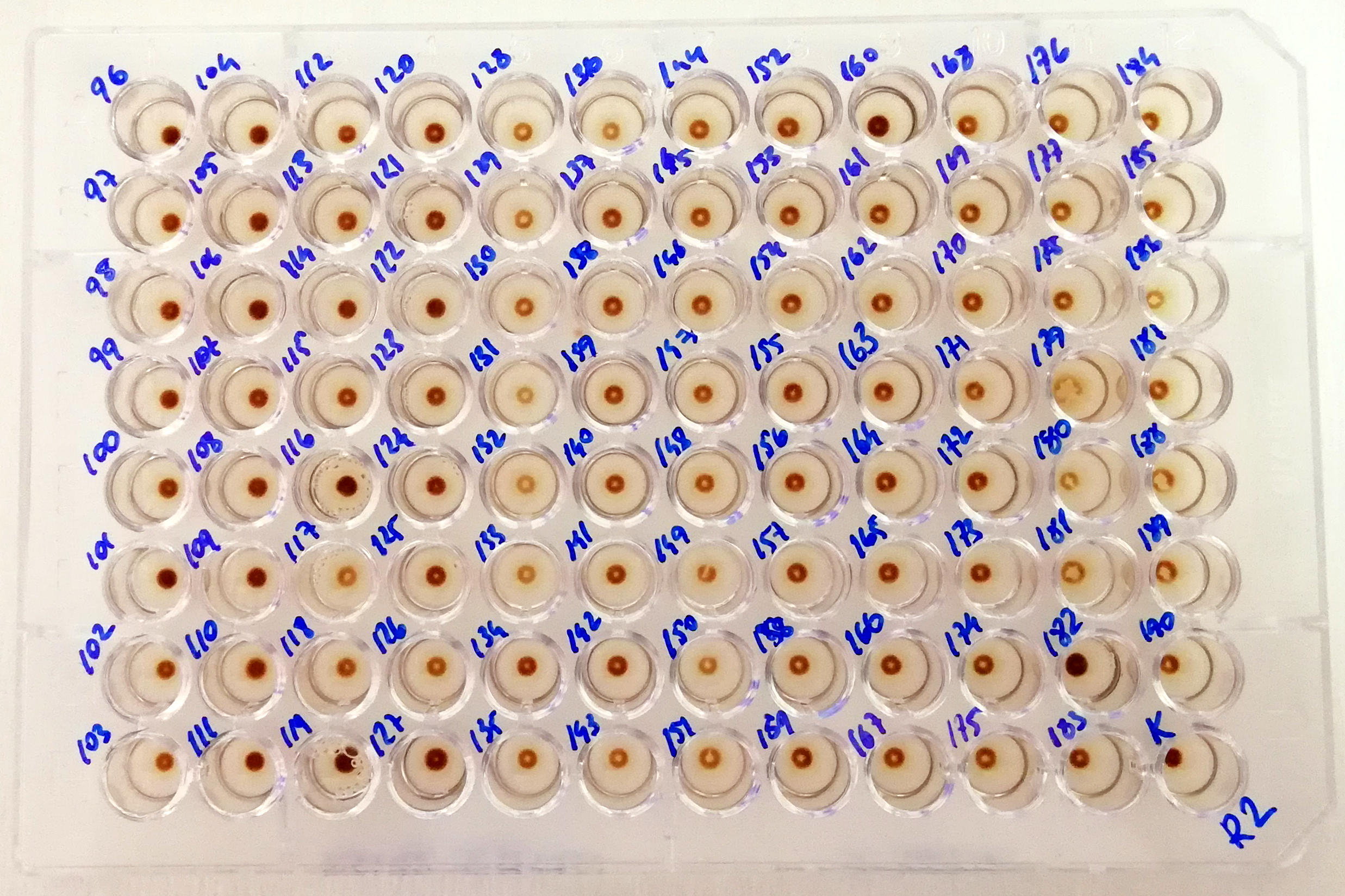
ヒトエキノコックス症の間接赤血球凝集アッセイ。左から右に希釈されたさまざまな血清サンプル。サンプル179で血清陽性が疑われた。

赤血球凝集試験（せっけっきゅうぎょうしゅうしけん、英: hemagglutination assay, or haemagglutination assay、HA）または血球凝集試験（けっきゅうぎょうしゅうしけん）は、ウイルス、細菌、または抗体の相対的な濃度を定量化する方法である。これは（赤）血球凝集阻害アッセイ（英: hemagglutination inhibition assay、HIまたはHAI）とも呼ばれ、アメリカのウイルス学者ジョージ・ハーストによって1941年から42年にかけて開発された。
HAおよびHIは、赤血球の表面にあるシアル酸受容体が、インフルエンザウイルス（および他のいくつかのウイルス）の表面にあるヘマグルチニン糖タンパク質と結合し、赤血球とウイルス粒子が相互連結したネットワークまたは格子構造を形成する、赤血球凝集反応の過程を応用したものである。凝集した格子は、赤血球を浮遊状態に保ち、典型的には赤みを帯びた散乱溶液のように見える。格子の形成はウイルスと赤血球の濃度に依存し、相対的なウイルス濃度が低すぎると赤血球は格子に拘束されず、ウェルの底に沈降する。赤血球凝集反応は、ブドウ球菌やビブリオ菌および他の細菌種が存在下でも、ウイルスが赤血球の凝集を引き起こす機構と同様に観察される。HAおよびHI測定に使用される赤血球は通常、ニワトリ、七面鳥、馬、モルモット、またはヒトから採取され、対象となるウイルスや細菌の選択性と赤血球上の関連する表面受容体に応じて選ばれる。

## 手順
HAの一般的な手順は次のとおりである。U字底またはV字底の96ウェルマイクロタイタープレートの行全体でウイルスの段階希釈液を調製する。最初のウェル（縦穴）は、最も高濃度のサンプルが準備され、多くの場合、ストックの1/5倍に希釈され、それ以降のウェルは通常2倍に希釈される（1/10、1/20、1/40など）。最後のウェルは、ウイルスを含まないネガティブコントロール（負の対照）となる。プレートの各行には通常、異なるウイルスを用いて、同じパターンの希釈液が用意される。段階希釈の後、標準化された濃度の赤血球を各ウェルに加え、穏やかに混合する。プレートを室温で30分間インキュベート（恒温放置）する。インキュベーション時間後、アッセイを分析して、凝集したウェルと凝集していないウェルを区別することができる。行全体の像は通常、ウイルス濃度が高く赤みがかった外観の凝集したウェルから、ウェルの中央に暗赤色の「ペレット」または「ボタン」を含むウイルス濃度の低い一連のウェルへと進む。低濃度のウェルは、ウイルスを含まないネガティブコントロールのウェルとほぼ同じに見える。ボタンのように見えるのは、赤血球が凝集した格子構造で保持されず、U字またはV字底のウェルの低い位置に定着するために起こる。凝集したウェルから凝集していないウェルへの移行は、1～2ウェル以内で明瞭に起こる。
ウイルスサンプルの相対濃度または力価（りきか）は、ペレットが観察される直前の、最後に凝集した外観のウェルに基づいている。初期ウイルスストックの濃度と比較して、このウェルのウイルス濃度はストックを多少希釈したもの（たとえば1/40倍）となる。そのサンプルの力価は、希釈の逆数、すなわち40となる。場合によっては、ウイルスが最初から凝集しない濃度に希釈されているため、凝集したウェルが観察されないことがある。その場合、これらのサンプルの力価は通常は5が付与され、最高濃度を示すものであるが、その値の精度は明らかに低いものである。あるいは、ウイルスの相対濃度が極めて高く、ウェルがボタン状の外観に移行しない場合は、その力価の値は通常、5120のような最高希釈率を付与する。
HIは、HAアッセイと密接に関連しており、ウイルスと赤血球の相互作用を妨害する「阻害剤」として抗ウイルス抗体が含まれている。その目的は、抗体を含む抗血清または抗体を含む他のサンプル中の抗体濃度を明らかにすることである。HIアッセイは通常、96ウェルマイクロタイタープレートの各行に抗血清の希釈系列を作成して行う。各行は通常、異なるサンプルとなる。標準化された量のウイルスまたは細菌を各ウェルに添加し、混合物を室温で30分間インキュベートする。各行の最後のウェルは、ウイルスを加えないネガティブコントロールとする。インキュベーションの間、抗体はウイルス粒子に結合し、抗体の濃度および結合親和性が十分に高ければ、ウイルス粒子が赤血球凝集反応を起こすのを効果的に阻止することができる。次に、標準化された量の赤血球を各ウェルに加え、さらに30分間、室温でインキュベートする。結果として得られるHIプレートの像は、通常、抗体濃度が高い非凝集性「ボタン様ウェル」から、抗体濃度が低い凝集性の赤色の「懸濁ウェル」へと進行する。HI力価は、血球凝集を完全に阻害した血清の最終希釈率の逆数である。
前述のHAおよびHIプロセスの説明は一般的なものであり、具体的な詳細は操作者や検査室によって異なる場合がある。たとえば、行方向の段階的な希釈が説明されているが、検査室の中には別の方向を用いて代わりに列方向で希釈を行っている。同様に、開始希釈液、段階希釈倍率、インキュベーション時間、およびU字またはV字底プレートの選択などは、特定の検査室に依存して変わることがある。

## 利点
HAとHIの利点は、測定法が簡単で、比較的安価で入手可能な機器と消耗品を使用し、数時間以内に結果が得られることである。また、これらの測定法は世界中の多くの検査室で確立されており、ある程度の信頼性、比較、標準化が可能である。

## 制限事項
最適で信頼性の高い結果を得るためには、インキュベーション時間、赤血球濃度、赤血球の種類など、いくつかの変数を制御する必要がある。サンプル中の非特異的要因は、干渉や不正確な力価の原因となりうる。たとえば、ウイルス特異的抗体以外のサンプル中の分子は、ウイルスと赤血球の間の凝集を阻害するだけでなく、抗体がウイルスに結合するのを阻止する可能性がある。受容体破壊酵素（RDE）は、非特異的阻害を防ぐために分析前にサンプルを処理するために一般的に使用される。HAまたはHIの結果を分析するには、プレートを読み取って力価を決定する資格のある人が必要である。手作業による解釈法は、結果が主観的となり、読影者間の取り決めが一環していないため、アッセイに矛盾が生じる可能性が高くなる。また、プレートや力価決定のデジタル記録がないため、最初の解釈は面倒であり、通常は繰り返し行われる。潜在的な変数の範囲と専門的な読影者間の違いにより、検査室間で結果を比較することが困難になる場合がある。

## 参照項目
- 赤血球凝集反応
- ウイルス定量化

Template:ウイルス